# Франц Вреск
Франц Вреск — Густл (Трбовље, 7. мај 1910 — Осанкарица, код Словенске Бистрице, 8. јануар 1943) био је учесник Народноослободилачке борбе и народни херој Југославије.

## Биографија
Рођен је 7. маја 1910. у Трбовљу. Потицао је из многочлане радничке породице. Након основне школе, учио је зидарски занат, а касније је радио као рудар у Трбовљу. Још као четрнаестогодишњи дечак, јула 1934. учествовао је у рударском штрајку, када се нашао међу ухапшеним штрајкачима. Наредних година учествовао је у свим штрајковима у ревиру, као организатор и један од најактивнијих рудара. Због свог политичког деловања и опредељености за револуционарни раднички покрет, био је прогањан од полиције и поново хапшен 1936. године.
Члан Комунистичке партије Југославије (КПЈ) постао је 1937. године. Због револуционарног рада, непосредно пред Други светски рат, морао је да напусти Трбовље и пређе у Љубљану. Године 1935. оженио се Аном Косанчић из Севнице, сестром познатог штајерског партизана Алојза Коломана Марока. Она се новембра 1942. придружила Францу у Похорском партизанском батаљону и заједно са њим погинула у последњој борби Похорског батаљона.
Јула 1941. заједно са првим Трбовљанима пошао је у партизане. Након тешких губитака Ревирске партизанске чете, извесно време се задржао на терену, а крио се у кући своје супруге у Севници. Потом је отишао у Долењску, где се поново прикључио партизанима. Преко Стишке чете дошао је у Други штајерски батаљон. Јануара 1942. постао је политички комесар чете, а након тога је извесно време био интендантури.
У време похода Друге групе одреда, налазио се на дужности командира Друге чете у Првом батаљону Савињског партизанског одреда. Посебно се истакао у борбама на Јеловици, када је батаљон био опкољен. Заједно са Францом Поглајеном и Јоже Менихом, народним херојима, налазио се на челу бомбаша који су у јуришу пробили обруч и спасили батаљон од уништења. У тексту Митје Рибичича о походу батаљона у Штајерску, који је био намењен листу Друге групе одреда Наша пест, пише:
Исто тако се личном храброшћу одликовао командир Друге чете друг Густл, који је увек био први у ватри и последњи при повлачењу
Након доласка у Штајерску, крајем августа 1942. Крањчев батаљон је преименован у Први батаљон Похорског одреда, који је остао упамћен као Похорски батаљон. Овај батаљон је реорганизован половином септембра 1942. и Франц је тада постао командир Треће чете. Ова чета је крајем  месеца отишла на Похорје и тамо 8. октобра 1942. спалила осам планинских кућа, за које је постојала могућност да их непријатељ претвори у утврђење положаје. Након овога, Франц је са групом партизана отишао у близину Рибнице на Похорју, где је спалио Сењоров дом и Хутерову вилу, које су се налазиле у близини.
Када се почетком новембра 1942. Похорском батаљону придружила Рушка чета, дошло је до нове реорганизације батаљона и Франц је постао члан батаљонског Штаба. Пар дана потом, предводио је Другу чету, у борби са Немцима на Мислињском седлу. Тада је са овом четом, заобишао немачке положаје, зашао им иза леђа и напао их, чиме је знатно допринео победи Похорског одреда. Недуго потом, у борби у близини Острухове жаге, у одлучујућем тренутку, када су Немци већ продирали у партизански логор, узео је митраљез и натерао Немце на повлачење. Том приликом је био рањен. Почетком децембра 1942. истакао се у нападу Похорског батаљона на Јосипдол, када је спасио рањеног политичког комесара Друге групе одреда Душана Кведера.
Похорски батаљон се половином децембра 1942. утврдио на зимовању у логору на Осанкарици, на Похорју. Немци су открили партизански логор, окружили га и напали у зору 8. јануара 1943. године. У двоипочасовној борби, погинуло је свих 69 бораца Похорског батаљона, који су се тада налазили у логору. Поред Рајка, тада су погинули и Павла Меде Катарина, Јоже Мених, Душан Мрављак и Алфонз Шарх.
Указом председника ФНР Југославије Јосипа Броза Тита 27. новембра 1953. проглашен је за народног хероја.